# Gostkowo
Gostkowo [pronunciación en polaco: /ɡɔstˈkɔvɔ/] es un pueblo en el distrito administrativo de Gmina Łysomice, dentro del Distrito de Toruń, Voivodato de Cuyavia y Pomerania, en el centro-norte de Polonia. Se encuentra aproximadamente 7 kilómetros al noreste de Łysoce y 11 kilómetros al noreste de Toruń.